# Daisuke Matsuzaka
Daisuke Matsuzaka (jap. 松坂 大輔, Matsuzaka Daisuke; * 13. September 1980 in der Präfektur Aomori) ist japanischer Baseballspieler in der Major League Baseball. Er spielt derzeit als Pitcher für die New York Mets, vorher war er bei den Cleveland Indians, Boston Red Sox und den Saitama Seibu Lions in der japanischen Profiliga. 2006 wurde er beim Sieg Japans im World Baseball Classic als MVP ausgezeichnet, und mit der Nationalmannschaft gewann er bei den Olympischen Sommerspielen 2004 die Bronzemedaille.

## Biographie

### Kindheit und Schulzeit
Matsuzaka wurde in der Heimat seiner Mutter in Aomori geboren. Einen Monat nach seiner Geburt zog seine Familie in die Heimat seines Vaters nach Kōtō in Tokio, wo er auch gemeldet ist. Der Name „Daisuke“ war 1980 beliebt bei Baseballfans, nachdem der Pitcher Daisuke Araki (荒木 大輔) beim Kōshien-Turnier erfolgreich debütiert hatte.
Nachdem Matsuzaka in der Grund- und Mittelschulzeit (Junior High School) bereits hervorragend Baseball gespielt hatte, besuchte Matsuzaka ab April 1996 die Oberschule Yokohama (High School), die eine große Baseballtradition hat und eine Reihe von Profispielern ausgebildet hat. In seinem zweiten Jahr wurde er zum Starpitcher seiner Schule. Beim Halbfinale der Qualifikation zum Sommer-Kōshien im selben Jahr musste er einen Rückschlag verkraften, als er die gegnerische Mannschaft wegen eines Wild Pitch punkten ließ. Unbedingt gewillt, seinen Fehler wiedergutzumachen, trainierte er in der Off-Season besonders hart, und in dieser Zeit entwickelte sich sein Fastball, den er regelmäßig auf rund 140 km/h beschleunigen kann. Sein Spitzname wurde das „Heisei-Monster“ (平成の怪物, heisei no kaibutsu).
Mit seiner Mannschaft gewann Matsuzaka danach den Frühjahrs-Kōshien 1998 und setzte alles daran, seine Schule beim folgenden Sommerturnier zum Sieg zu pitchen. Mit drei legendären Auftritten wurde Matsuzaka erstmals zum landesweit gefeierten Helden und brachte die Oberschule Yokohama zum Sieg.

### 3 Tage beim Sommer-Kōshien 1998
Im Viertelfinale des Sommer-Kōshien warf Matsuzaka 250 Pitches in einem 17-Inning-Sieg über die PL-Oberschule (PL学園). Beim Spiel am nächsten Tag begann Matsuzaka als Left Fielder, zu Beginn des achten Innings lag seine Mannschaft 6-0 zurück, konnte aber im achten vier Runs aufholen. Während seine Mannschaft im letzten Inning das Spiel mit vier weiteren Punkten drehen konnte, kam Matsuzaka als Reliever ins Spiel und verhinderte mit 15 Pitches weitere Runs des Gegners. Im Finale des Turniers warf er einen No-Hitter, den zweiten in der Geschichte des Kōshien. Matsuzaka wurde nicht nur beim nationalen Baseball-Publikum bekannt, sondern auch bei den Scouts der Profimannschaften.
Baseballspieler, die im gleichen akademischen Jahr wie Matsuzaka geboren wurden (also zwischen dem 1. April 1980 und dem 31. März 1981) und somit gleichzeitig in der Oberschule spielten, werden heute in ganz Japan als „Matsuzaka-Generation“ (松坂世代, Matsuzaka sedai) bezeichnet. Dazu gehören unter anderem Tsuyoshi Wada (Rookie of the Year 2003), Toshiya Sugiuchi (Sawamura Award 2005) und Nagisa Arakaki (Strikeout Champion 2004).
Vor dem Draft der Profimannschaften 1998 kündigte Matsuzaka in der Presse an, er wolle nur für die Yokohama BayStars oder die Yomiuri Giants spielen und würde jedes andere Team so bald wie möglich über das Gyaku-Shimei-System (逆指名制度; für Spieler der ersten beiden Draft-Runden) wieder verlassen. Er wurde in der ersten Runde (bei der es damals keine vorgegebene Draftreihenfolge unter den Teams gab) von den Seibu Lions, den Yokohama BayStars und Hokkaidō Nippon Ham als erste Wahl genannt. Bei den Auslosung erhielten die Lions den Zuschlag. Nach wochenlangen Gesprächen und einem Abendessen mit dem Lions-Manager Osamu Higasio, der selbst 20 Jahre als Pitcher für die Lions gespielt hatte und ihm den Ball aus seinem 200. Win schenkte, legte Matsuzaka seine ablehnende Haltung ab.

### Profikarriere in Japan
Bei seinem ersten Einsatz als Starter in der Saison 1999 gegen die Nippon Ham Fighters im Tokyo Dome erzielte Matsuzake seinen ersten Win. Seinen ersten Strikeout warf er im ersten Inning mit einem Fastball von 155 km/h. Später im Spiel ging ein gegnerischer Batter auf ihn los, der sich durch einen inside high-Wurf des 18-jährigen vorgeführt fühlte. Ein Teamkollege schützte ihn und warf dem Batter Beleidigungen entgegen. Den ersten Homerun gegen Matsuzaka erzielte Yasuaki Taho von den Hanshin Tigers in einem Spiel während des Frühjahrstrainings. Den ersten Homerun in einem regulären Spiel erlaubte er Michihiro Ogasawara von den Nippon Ham Fighters.
Am 16. Mai 1999 traf er als Rookie zum ersten Mal auf den Star-Outfielder Ichirō Suzuki von Orix Blue Wave. In drei At Bats kassierte Ichirō drei Strikeouts und einen Walk. Matsuzaka sagte später, dass er in diesem Spiel zum ersten Mal das Gefühl bekam, in den Profibaseball zu gehören. Als kleine Rache erzielte Ichirō seinen 100. Homerun im Juli desselben Jahres gegen Matsuzaka.
Schon in seinem Rookiejahr 1999 war Matsuzaka der Starter des All-Star Games für die Pacific League. Die Erwartungen waren hoch und die Medien spekulierten, wie viele Strikeouts ihm gelingen würden; Masatoshi Hamada vom Comedy-Duo Downtown erschien sogar als Gast bei der Fernsehübertragung und feuerte ihn an. Aber Matsuzaka gelangen nur zwei Strikeouts gegen Takuro Ishii and Takanori Suzuki, bevor ihm Yoshinobu Takahashi von den Giants einen Flyball ins Leftfield abnahm.
Am Ende von Matsuzakas Rookiesaison 1999 hatte er als bester Pitcher der Rotation seines Teams 16 Wins und 5 Losses zu Buche stehen und wurde als Rookie of the Year (新人王, shinjin’ō) ausgezeichnet und wurde als erster Rookie auch gleich in die Best Nine (ベストナイン; Preis von Sportjournalisten) aufgenommen und mit dem Golden Glove (ゴールデングラブ賞; Fielder-Preis äquivalent zum Gold Glove) geehrt. Rookie of the Year der Central League wurde der Pitcher Kōji Uehara mit 20 Wins; zusammen wurden die beiden auf Jahre die dominierenden Pitcher ihrer jeweiligen Ligen.
Als Teil seines Vertrags bekam Matsuzaka auch Tickets für die World Series 1999 im Yankee Stadium. Schon damals kam in ihm der Wunsch auf, eines Tages in der Major League zu spielen. Sein Lieblingspitcher war David Cone, beeindruckt hat ihn auch die Vorstellung von Roger Clemens im vierten Spiel der Serie.
In den zwei folgenden Spielzeiten 2000 und 2001 hatte Matsuzaka Records von 14–7 und 15–15. 2001 gewann er den Sawamura Award für den besten Pitcher.
Einen Großteil der Saison 2002 verbrachte Matsuzaka auf der Disabled List. Er war zwar für die Nihon Series 2002, in der die Lions gegen den Rekordmeister Yomiuri Giants antraten, wieder einsatzfähig, hatte aber seine Form noch nicht wiedergefunden. In den Auswärtsspielen (ohne DH) wurde er zunächst als siebter Batter ins Lineup genommen; aber er konnte weder seine für einen Pitcher überdurchschnittlichen Hitter-Qualitäten, noch seine gewohnte Stärke auf dem Mound zeigen. Er musste im ersten Spiel zwei Homeruns zulassen und im vierten und letzten Spiel, in dem er beim Stand von 2-2 als Reliever eingesetzt wurde, erzielten die Giants gegen ihn den entscheidenden Run zur Führung, gewannen das Spiel (6-2) und die Meisterschaft (4-0).
Matsuzaka fand in der Saison 2003 mit 16 Siegen und 7 Niederlagen wieder zu Form zurück. Mit 2,83 hatte er den besten ERA der Pacific League. Für die Nationalmannschaft pitchte er in der Qualifikation für die Olympischen Spiele von Athen gegen die Mannschaft Südkoreas.

### Auszeichnungen und Rekorde in Japan
- Rookie of the Year: 1999
- Sawamura Award: 2001
- Best Nine: 1999, 2000, 2001
- Golden Glove: 1999, 2000, 2001, 2003, 2004, 2005, 2006
- Teilnahme am All-Star Game: 1999, 2000, 2001, 2004 (MVP), 2005, 2006
- Meiste Wins in der Pacific League: 1999 (16), 2000 (14), 2001 (15)
- Meiste Strikeouts in der Pacific League: 2000 (144), 2001 (214), 2003 (215), 2005 (226)
- Bester ERA in der Pacific League: 2003 (2.83), 2004 (2.90)

### Olympische Spiele 2004 und World Baseball Classic
Beim Baseballturnier der Olympischen Sommerspiele in Athen war Matsuzaka ein Schlüsselspieler der japanischen Nationalmannschaft. Nachdem Japan die Gruppenphase als Erster abgeschlossen hatte, verlor die Mannschaft das Halbfinale gegen Australien und gewann schließlich im Spiel um den dritten Platz gegen Kanada die Bronzemedaille.
Beim ersten World Baseball Classic 2006, dem Versuch eine Weltmeisterschaft der besten Profinationalmannschaften einzurichten, bezwang Japan Kuba im Finale. Bei dem 10–6-Sieg pitchte Matsuzaka vier Innings, in denen er nur einen Run zuließ. Mit einem Gesamt-Record von 3 Wins–0 Losses und 1.38 ERA in insgesamt 13 Innings wurde er zum MVP des Turniers gekürt. Beim World Baseball Classic 2009, in dem Japan seinen Titel verteidigen konnte, wurde Matsuzaka erneut als MVP ausgezeichnet.

### Transfer zur Major League
Am 25. Oktober 2006 wurde Scott Boras als Agent Matsuzakas vorgestellt, der ihn bei Vertragsverhandlungen in der Major League Baseball vertreten sollte. Am 2. November erhielt er von den Lions die Erlaubnis, über das Posting system in die MLB zu wechseln. Am 14. November 2006 Überboten die Boston Red Sox die Texas Rangers, die New York Mets und die New York Yankees mit einem Rekordgebot von $51.111.111,11 – die vorherige Rekordablösesumme im Postingsystem hatte rund $ 13 Millionen für Ichirō Suzuki betragen – und erhielten den Zuschlag für Matsuzaka. Die Red Sox mussten die Vertragsverhandlungen innerhalb von 30 Tagen abschließen, andernfalls wäre er bei den Lions geblieben. Red Sox-Manager Theo Epstein sagte über die gebotenen Rekordsummen, die Mannschaft sei sehr aggressiv in den Posting-Prozess gegangen und habe von vornherein die Gesamtsumme aus Ablöse- und Vertragssumme im Auge gehabt; aber Scott Boras weigerte sich, die Ablösesumme in die Vertragsverhandlungen miteinzubeziehen.
Am 11. Dezember stiegen Epstein, der Red Sox-Owner John W. Henry und Geschäftsführer Larry Lucchino in ein Flugzeug um es „direkt mit [Boras] aufzunehmen“.
Am 13. Dezember einigten sich die Verantwortlichen der Red Sox mit Boras und Matsuzaka in einem Privatflugzeug Henrys, in dem auch Bostoner und japanische Medien anwesend waren. In Boston absolvierte Matsuzaka die medizinische Untersuchung und unterschrieb einen $52-Millionen Vertrag, der durch Prämien eine Gesamtsumme von $60 Millionen erreichen könnte. Zu den Vertragsklauseln zählen eine Vertragsabschlussprämie von $2 Millionen, ein Gehalt von $6 Millionen in der ersten, $8 Millionen in den folgenden drei (2008–2010) und $10 Millionen in den letzten beiden (2011–2012) Spielzeiten. Der Vertrag enthält auch eine speziell angepasste Nichtveräußerungsklausel.
Die endgültige Vereinbarung wurde am 14. Dezember um fünf Uhr nachmittags auf einer Pressekonferenz im Fenway Park bekanntgegeben. Einige Kommentatoren erwähnten die Verwirrung, die der Übersetzer Matsuzakas stiftete, dessen Übersetzungen kurz und teilweise unverständlich waren. Eine klar verständliche Äußerung Matsuzakas war: „Ich bin sehr froh und glücklich, für die Boston Red Sox zu spielen.“
Matsuzakas erstes Frühajhrstraining fand im Februar und März 2007 in Fort Myers in Florida statt. Er pitchte gut in den Testspielen. Matsuzaka erhielt die Rückennummer 18, dieselbe Nummer, die er in Japan nach seinem Vorbild Masumi Kuwata getragen hatte.

### Spitznamen in den USA
In den USA erhielt Matsuzaka die Spitznamen „D-Mat“ und häufiger „Dice-K“, was amerikanisch ausgesprochen der korrekten Aussprache von Daisuke am nächsten kommt (und auch für andere Daisukes verwendet wird). Da Matsuzaka Pitcher ist, hat der Buchstabe K in der Statistik noch eine besondere Bedeutung: Ein K ist ein Strikeout, von denen er in guten Spielen besonders viele wirft.

### Karriere in der Major League
Seinen ersten Auftritt von Beginn in einem regulären Spiel der Major League hatte Matsuzaka am 6. April 2007 in einem Daygame gegen die Kansas City Royals im Kauffman Stadium. Er ließ einen Walk zu, pitchte 10 Strikeouts und warf 10 Batter nacheinander aus dem Spiel. In 108 Würfen (davon 74 Strikes) konnten die Gegner nur sechs Hits und einen Solo-Homerun erzielen. Der Win für den 4-1-Sieg wurde ihm gutgeschrieben. Bei seinem Heimdebüt im Fenway Park gegen die Seattle Mariners (mit seinem alten Kontrahenten Ichirō Suzuki) verloren die Red-Sox 3-0. Auch sein dritter Start war eine Niederlage gegen die Toronto Blue Jays. Allerdings war Matsuzaka der erste Pitcher der Major League seit Fernando Valenzuela 1981, der in zwei seiner ersten drei Starts zehn oder mehr Strikeouts schaffte. nach dem dritten Spiel sagte er in einer Pressekonferenz, dass er sich erst allmählich an den amerikanischen Baseball gewöhne, der etwas größer ist als der Ball in der japanischen Profiliga.
Matsuzaka warf sein erstes Complete Game in der MLB am 14. Mai 2007 in einem 7-1-Sieg über die Detroit Tigers; in Japan hatte er über 60 Complete Games gepitcht. Am 10. August 2007 brach er den Rekord von 156 Strikeouts eines Rookies für die Boston Red Sox; am Ende der regulären Saison 2007 standen 201 Strikeouts in seiner Statistik. Mit seinem Sieg am 28. September 2007 gegen die Minnesota Twins waren die Red Sox Erster der Eastern Division. Seine erste Major-League-Saison endete mit einem Record von 15-12 und einem ERA von 4.40.
In seinen ersten Playoffs in der Major League und der folgenden World Series pitchte Matsuzaka insgesamt 19 2/3 Innings in vier Starts mit 2 Wins und einem Loss (5.03 ERA). Bei seinem Sieg im dritten Spiel der World Series gegen die Colorado Rockies am 27. Oktober 2007 erzielte er auch seinen ersten Hit in der Major League – in der American League, in der die Red Sox spielen, kommt der Pitcher wegen der DH-Regel normalerweise nicht zum Schlag –, einen 2-Run Single, wodurch er der dritte Pitcher in der Geschichte nach Cy Young und Babe Ruth 1918 wurde, der zwei RBI in einem Spiel der World Series erzielte. Matsuzaka war auch der erste japanische Pitcher, der als Starter einen Win in der World Series verbuchen konnte. Einen Tag später, am 28. Oktober, gewannen die Red Sox auch das vierte Spiel der World Series und damit die Meisterschaft.
Nach einem kurzen Zwischenstopp bei den Columbus Clippers – dem Triple-A Team der Cleveland Indians – bat Daisuke Matsuzaka im August 2013 um die Auflösung seines Vertrages, um sich direkt im Anschluss den New York Mets anzuschließen.

## Familie
Matsuzaka ist mit der Fernsehjournalistin Tomoyo Shibata verheiratet, die früher bei Nippon TV gearbeitet hat. 2005 wurde ihre Tochter Niko geboren und 2008 ihr zweites Kind, ein Junge.
Als die beiden sich 2000 kennenlernten und miteinander ausgingen, musste Matsuzaka, der damals nach japanischem Recht noch minderjährig war, eine Strafe zahlen und wurde von den Lions für einen Monat gesperrt, nachdem er sie nachts ohne Führerschein mit dem (falsch geparkten) Auto besucht hatte.